# Eyedea & Abilities
Eyedea & Abilities (w skrócie: E&A) – były duet hip-hopowym z Saint Paul w stanie Minnesota, złożony z DJ Abilities (Gregory'ego Keltgena) i rapera Eyedea (Micheala Larsena). Zespół powstał w 1993 roku i zdobył znaczną pozycję na undergroundowej scenie hip-hopowej lat 90. E&A znany był z filozoficznych, uświadomionych społecznie tekstów Larsena, a także ze stworzonego przez Keltgena dynamicznego, eksperymentalnego połączenia elementów hip-hopu, rocka, i muzyki elektronicznej. Duet zakończył działalność wraz ze śmiercią Larsena, w październiku 2010 roku.
W ciągu siedemnastu lat swojego istnienia, zespół współpracował z wieloma sławnymi artystami hip-hopowymi, takimi jak Aesop Rock i Sage Francis, odgrywając kluczową rolę w rozwijającej się undergroundowej scenie hip-hopowej. Wybitne osiągnięcia Larsena we freestyle'u i bitwach rapowych, jak również jego złożone, introspekcyjne, i poetyckie teksty zapewniły E&A stylistyczną niepowtarzalność oraz stałe miejsce w kanonie hip-hopu alternatywnego.

## Historia
Eyedea (występujący również pod pseudonimem Oliver Hart oraz z grupą Face Candy) zyskał rozgłos dzięki swoim umiejętnościom na polach freestyle'u i bitew rapowych. Najbardziej znany był z wygranej w Blaze Battle, bitwie emitowanej przez stację HBO, w której brali udział jedni z najlepszych undergroundowych freestyle'owców. Początkowo Eyedea koncertował ze Slugiem tudzież innymi artystami z wytwórni Rhymesayers Entertainment. Karierę bitewnego MC porzucił na rzecz współpracy z DJ Abilities wraz z wydaniem ich pierwszego wspólnego albumu First Born. DJ Abilities znany był głównie z kolektywu 1200 Hobos i swoich mix tape'ów; otrzymał też trzy nagrody DMC. W 2004, po solowym projekcie Larsena (pod pseudonimem Oliver Hart) z 2002 roku, światło dzienne ujrzała druga płyta duetu, E&A. Eyedea powrócił na niej do bitewnych korzeni swojej twórczości.
E&A okazała się sukcesem, po którym Eyedea nagrał (w 2006) album This Is Where We Were, w ramach freestyle'owo-jazzowej grupy Face Candy. W tym okresie raper założył także Carbon Carousel, zespół grający rocka alternatywnego, złożony z muzyków z aglomeracji Twin Cities. Razem wydali dwa single oraz EP pod tytułem The Some of All Things or: The Healing Power of Scab Picking. Spowodowało to zrodzenie się pogłosek jakoby DJ Abilities i Eyedea zerwali współpracę. Jednak w sierpniu 2007 roku na ich oficjalnym profilu Myspace pojawiła się informacja o nadchodzącym występie duetu w ramach Twin Cities Celebration of Hip Hop, na którym mieli zaprezentować zarówno stare, jak i zupełnie nowe kompozycje.
Zimą tego samego roku Eyedea & Abilities ruszyli w trasę koncertową o nazwie Appetite for Distraction razem z Kristoffem Krane'em i Sector7G (także z Minnesoty). Większość występów miała miejsce na zachodnim wybrzeżu USA, aż do wiosny 2008 roku kiedy to trasa przeniosła się na wschód. Appetite For Distraction Tour cieszyła się wielkim zainteresowaniem fanów jako pierwsza po czteroletniej przerwie okazja do wysłuchania E&A na żywo, a nadchodzący album duetu był jednym z najbardziej oczekiwanych albumów w swojej kategorii. Premiera By the Throat miała miejsce 21 lipca 2009 roku.
W 2007, Eyedea razem z Louis N. LaPierre'em (autorem okładki do płyty This Is Where We Were) wydali tomik poezji i grafik zatytułowany Once a Queen... Always a Creep, w nakładzie zaledwie 60 egzemplarzy. Zakupić można go było podczas Appetite For Distraction Tour.
Eyedea był również założycielem niezależnej wytwórni płytowej Crushkill Recordings z siedzibą w stanie Minnesota. Wydaje ona płyty eksperymentalnej grupy Abzorbr, jak i rockowego zespołu Carbon Carousel.
16 października 2010 roku matka Micheala Larsena znalazła go martwego w jego domu. Przyczyną zgonu było przedawkowanie opiatów. Oficjalnie śmierć uznana została za wypadek; do publicznej wiadomości nie podano charakteru substancji psychoaktywnych zażytych przez Larsena.

## Dyskografia

### Albumy studyjne
- First Born (2001)
- E&A (2004)
- By the Throat (2009)

### Single
- Pushing Buttons 12” (2000)
- Blindly Firing 12” (2001)
- Now 12” (2003)

### Pozostałe
- E&A Road Mix (2003)
- E&A Instrumentals (2003)
- When in Rome, Kill the King (2010)
- Eyedea: Freestyles (2010)